# Сјенина
Сјенина је насељено мјесто у граду Добој, Република Српска, БиХ. Према попису становништва из 1991. у насељу је живјело 1.950 становника.

## Становништво
До пописа становништва у СФРЈ 1991. године, у саставу насељеног мјеста Сјенине се налазило и насељено мјесто Сјенина Ријека.
| Националност       | 1991.          | 1981.          | 1971.          |
| Муслимани          | 1.853 (95,02%) | 2.328 (93,64%) | 1.873 (92,86%) |
| Срби               | 37 (1,89%)     | 77 (3,09%)     | 119 (5,89%)    |
| Хрвати             | 0              | 5 (0,20%)      | 4 (0,16%)      |
| Југословени        | 40 (2,05%)     | 61 (2,45%)     | 3 (0,14%)      |
| остали и непознато | 20 (1,02%)     | 15 (0,60%)     | 18 (0,89%)     |
| Укупно             | 1.950          | 2.486          | 2.017          |

| Демографија | Демографија | Демографија |
| Година      | Становника  | Становника  |
| ----------- | ----------- | ----------- |
| 1961.       | 1.772       |             |
| 1971.       | 2.017       |             |
| 1981.       | 2.486       |             |
| 1991.       | 1.948       |             |